# James Gunn (senatore)
James Gunn (Virginia, 13 marzo 1753 – Louisville, 30 luglio 1801) è stato un politico e generale statunitense.
Fu il primo georgiano eletto stabilmente al Senato statunitense, e uno dei principali responsabili dello scandalo dello Yazoo.

## Biografia

### Origini e carriera militare
Gunn nacque nello stato della Virginia nel 1753 da John e Mary Gunn, primo di tre figli. Dopo aver studiato legge si trasferì e iniziò a praticare diritto a Savannah, in Georgia. Allo scoppio della guerra d'indipendenza americana si schierò con i rivoluzionari e si arruolò nell'esercito continentale, divenendo capitano dei dragoni.
Combatté per tutto il periodo della guerra sotto il generale Anthony Wayne, col quale cacciò gli inglesi da Savannah nel 1782. Dopo la fine della guerra, come ricompensa per i servigi resi, venne promosso brigadier generale nella milizia georgiana. In seguito si stabilì definitivamente in Georgia acquisendo grosse proprietà, tra cui piantagioni e schiavi.

### Carriera politica
Venne eletto al congresso continentale nel 1787, ma rifiutò la carica in quanto convinto anti-amministrativo che riteneva che gli Stati si dovessero auto-governare senza interferenze dal governo centrale. Due anni dopo fu eletto senatore degli Stati Uniti per il 1º Congresso, rimanendo in carica per dodici anni consecutivi fino al 1801.
In questo periodo Gunn era una delle figure politiche più importanti ed influenti dello Stato della Georgia. Dopo la dissoluzione del partito Anti-Amministrazione nel 1792 passò a quello Federalista.

#### Scandalo dello Yazoo
James Gunn fu, assieme al governatore George Mathews, uno dei più attivi perpetratori della truffa finanziaria che culminò nello scandalo dello Yazoo.
Sfruttando fantasiosi reclami territoriali dello Stato della Georgia, tra il 1794 e il 1795 Gunn aveva cominciato a vendere numerosi appezzamenti nella regione dello Yazoo (che comprende gli attuali Mississippi e Alabama settentrionali, all'epoca non ancora sotto il controllo degli Stati Uniti) a ricchi compratori georgiani, i quali poi li avevano rivenduti a terze parti generando così enormi profitti, divisi tra Gunn, Mathews e gli altri venditori.
La corruzione del governo georgiano generò un'enorme ondata di proteste; il collega al Senato di Gunn, James Jackson, si dimise e tornò in Georgia per guidare l'opposizione allo Yazoo Act, e presto l'amministrazione statale entrò in crisi. Lo scandalo terminò la carriera politica di Mathews, che non venne rieletto e non ebbe più alcun incarico politico negli Stati Uniti, mentre invece Gunn ne uscì in apparenza indenne.

### Morte
Forse temendo una sconfitta per le conseguenze dello scandalo dello Yazoo, Gunn non corse per la rielezione al Senato nel 1800 e l'anno seguente venne succeduto dal suo avversario Jackson.
Pochi mesi dopo James Gunn morì a Louisville, in Georgia. Era sposato con Mary Jane Wright.

## Eredità
La nave di classe liberty SS James Gunn, in servizio dal 1942 al 1969, venne chiamata così in suo onore.